# Gråhuvad bulbyl
Gråhuvad bulbyl (Microtarsus priocephalus) är en fågel i familjen bulbyler som endast förekommer i sydvästra Indien.

## Utseende
Gråhuvad bulbyl är en liten (19 cm), grå och grön bulbyl utan tofs. Huvudet är grått med gröngul panna, gulaktig näbb och ljus ögoniris. Stjärten verkar grå vid vila, men i flykten syns svartaktiga yttre stjärtpennor med grå spetsar. Vissa fåglar har mer olivgrönt huvud och är grönare på övergump och stjärt.

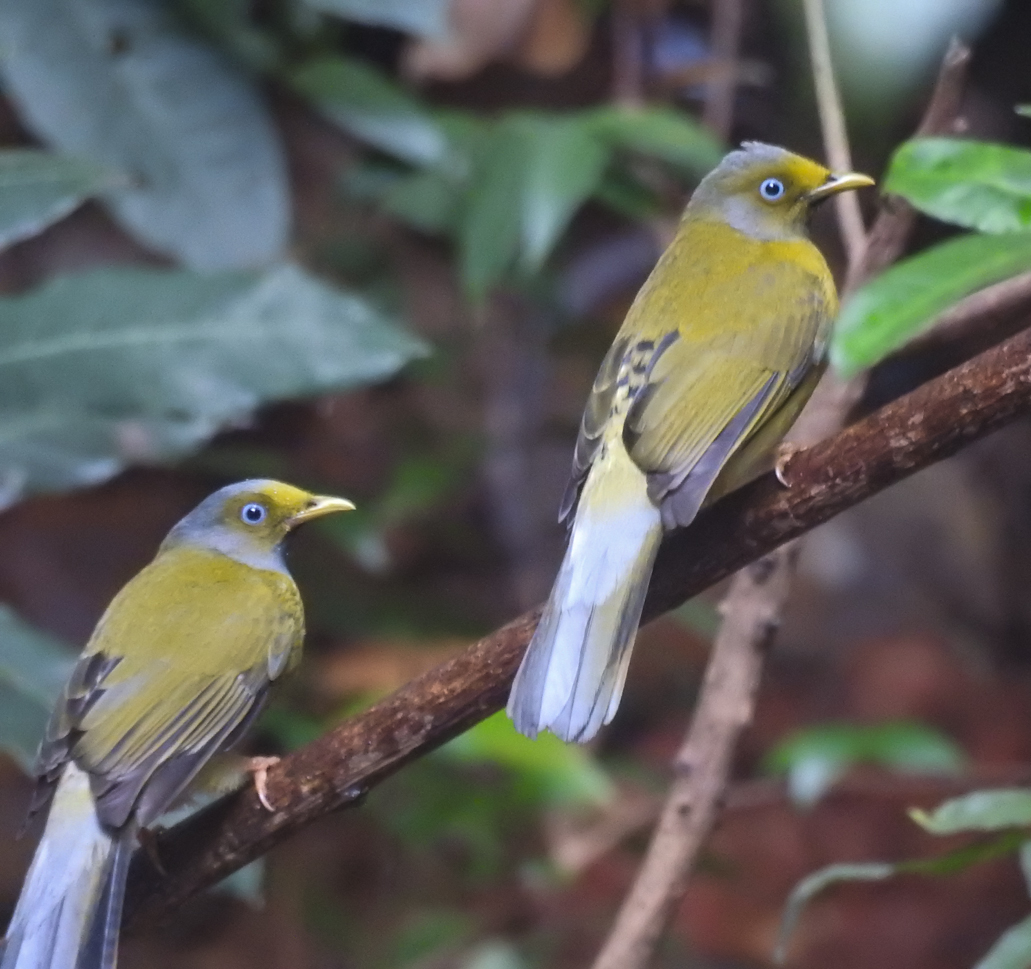

## Utbredning och systematik
Fågeln förekommer i sydvästra Indien (södra Maharashtra och Goa till västra Mysuru och Kerala). Arten placerades tidigare i släktet Pycnonotus. DNA-studier visar att Pycnonotus dock är parafyletiskt visavi Spizixos.

## Levnadssätt
Under häckningstid hittas gråhuvad bulbyl i städsegrön skog på medelhög höjd (700–1400 meter över havet). Den rör sig nedan neråt och tillbringar resten av året i låglänta fuktiga löv- och buskskogar. Fågeln tros vara beroende av grässorten Ochlandra och ses inte i av människan påverkade miljöer som plantage. Arten häckar från mars till juli och honan lägger en kull med ett till två ägg. Den födosöker på alla nivåer, ofta enstaka eller i par, men ibland i grupper om fyra till åtta individer. Födan tros bestå av bär och annan frukt, med inslag av insekter.

## Status
Arten tros minska relativt kraftigt i antal till följd av skogsavverkningar. Internationella naturvårdsunionen IUCN kategoriserar den därför som nära hotad.